# Paul de Peyerimhoff de Fontenelle
Paul-Marie de Peyerimhoff de Fontenelle (Colmar, 7 de octubre de 1873 - 2 de enero de 1957) fue un naturalista, botánico, entomólogo, zoólogo francés. Efectuó numerosas expediciones de historia natural al norte de África, confeccionando y luego donando sus colecciones al Museo Nacional de Historia Natural de Francia.
Era el segundo hijo de Henri Peyerimhoff de Fontenelle, alcalde de Colmar.
Peyerimhoff obtuvo su educación en el Collège Saint-Sigisbert (en Nancy y más tarde en la École des Eaux et Forêts en la misma ciudad, y se convirtió en técnico forestal. En la última escuela comenzó sus trabajos en entomología.
En 1896 fue nombrado guardia general des Eaux et Forêts a Senones (en los Vosgos). En esa época mientras realizaba sus primeras investigaciones en la fauna cavernícola de los Bajos Alpes, Peyerimhoff se hizo amigo de J. Sainte-Claire Deville, un teniente de artillería que en ese momento se encontraba en Niza, que con el tiempo se convirtió en un célebre entomólogo francés.
Peyerimhoff fue solicitado por su hermano Henrí, que era jefe de solicitudes en el Consejo de Estado, para mudarse a Argelia a trabajar en la Estación de Investigaciones Forestales del Norte de África. En 1935, Peyerimhoff se convirtió en el director de esta institución, y se desempeñó en ese cargo durante dos años, hasta su jubilación en 1937.
En ese momento Peyerimhoff era inspector general honorario del Departamento de Aguas y Bosques y también era oficial de la Legión de Honor.
Durante los años de la Segunda Guerra Mundial (1939-1942) fue llamado a dirigir la Estación de Investigaciones Forestales du Bois de Boulogne en Argelia. Recién en 1950, debido a una enfermedad, Peyerimhoff abandonó sus intereses en esta estación.

## Algunas publicaciones

### Libros
- ernest Olivier, ch Alluaud, r Jeannel, paul marie de Peyerimhoff de Fontenelle. 1914. Insectes Coléoptères. VII, Lampyridae et Drilidae. Ed. Librairie Albert Schulz. 42 pp.
- Félix Guignot, paul marie de Peyerimhoff de Fontenelle. 1931. Les Hydrocanthares de France: Hygrobiidae, Haliplidae, Dytiscidae et Gyrinidae de la France continentale avec notes sur les espèces de la Corse et de l'Afrique du Nord française. Miscellanea entomologica. Ed. Les Frères Douladoure. 1.057 pp.
- paul marie de Peyerimhoff de Fontenelle, pierre Bordes. 1931. Coléoptères. Volumen 1 de Mission Scientifique du Hoggar (febrero-mayo 1928). Ed. Société d'Histoire Naturelle de l'Afrique du Nord. 172 pp.
- 1938. La vie dans la région désertique nord-tropicale de l'ancien monde. Volumen 6 de Societe de biogéographie. Mémoires. Ed. P. Lechevalier. 406 pp.

- La abreviatura «Peyerimh.» se emplea para indicar a Paul de Peyerimhoff de Fontenelle como autoridad en la descripción y clasificación científica de los vegetales.[2]